# Тарасюк Іван Степанович
Іван Степанович Тарасюк (1 травня 1927, село Княжа Криниця, тепер Монастирищенського району Черкаської області — 7 липня 1988, місто Сімферополь) — український радянський партійний діяч, голова Сімферопольського райвиконкому, 1-й секретар Сімферопольського райкому КПУ Кримської області. Герой Соціалістичної Праці (4.03.1982). Член Ревізійної Комісії КП України в 1981—1986 роках. 

## Біографія
Народився в селянській родині. З 1944 — у Червоній армії. Учасник німецько-радянської війни. Після закінчення війни продовжив службу на бойових кораблях Чорноморського флоту. Під час служби закінчив школу партійного активу і заочний університет марксизму-ленінізму.
Після демобілізації з лав Радянської армії у 1951 році направлений у розпорядження Кримського обласного комітету ВЛКСМ. Працював завідувачем відділу, 1-м секретарем Чорноморського, Новоселівського, Сімферопольського районних комітетів ВЛКСМ, інструктором Кримського обласного комітету ЛКСМУ.
Член КПРС з 1952 року.
У 1955 році направлений на навчання у Дніпропетровську вищу партійну школу, після закінчення якої працював інструктором Сімферопольського районного комітету КПУ, секретарем партійного комітету КПУ птахофабрики «Південна» Сімферопольського району, 2-м секретарем Сімферопольського районного комітету КПУ.
У 1970—1977 р. — голова виконавчого комітету Сімферопольської районної ради депутатів трудящих Кримської області.
У листопаді 1977 — липні 1988 р. — 1-й секретар Сімферопольського районного комітету КПУ Кримської області.

## Звання
- старшина 1-ї статі

## Нагороди
- Герой Соціалістичної Праці (4.03.1982)
- орден Леніна (4.03.1982)
- орден Жовтневої Революції
- орден Трудового Червоного Прапора
- орден Знак Пошани
- орден Вітчизняної війни
- медалі